# 黑胸蓝鸦
黑胸蓝鸦（学名：Cyanocorax affinis）是鸦科蓝鸦属的一种，分布于哥斯达黎加、巴拿马、委内瑞拉和哥伦比亚。全球活动范围约为456,000平方千米。该物种的保护状况被评为无危。
黑胸蓝鸦的平均体重约为208.0克。栖息地包括亚热带或热带的湿润低地林、亚热带或热带的旱林、耕地、种植园、干燥的稀树草原、亚热带或热带严重退化的前森林和河流、溪流。